# Hammond Boogaloo
Hammond Boogaloo - 70's Cult TV ♣ Soul ♥ Funk ♠ Bossa, anche conosciuto più semplicemente come Hammond Boogaloo, è il sesto album di Sam Paglia pubblicato dalla Primrose Music nel 2005.

## Tracce
1. Armed Shake
2. Pink Soul Party
3. Sister Funky
4. Breakfast In Rio
5. Soul 69 Theme
6. Tiburtino Shake
7. Funky Chop
8. Luxury Bossa
9. Camorra Moog
10. Sammy Hammond
11. Walking Vocal Blues
12. Hamond Gate Groove
13. Soul Clavinet
14. LSD Party
15. Harlem Plumber
16. Jazz Robbery
17. Clavinet GT Chase
18. Italian Bellinis

Commercial Cuts
1. Armed Shake
2. Pink Soul Party
3. Sister Funky
4. Breakfast In Rio
5. Soul 69 Theme
6. Tiburtino Shake
7. Funky Chop
8. Luxury Bossa
9. Camorra Moog
10. Sammy Hammond
11. Walking Vocal Blues
12. Hamond Gate Groove
13. Soul Clavinet
14. LSD Party
15. Harlem Plumber
16. Jazz Robbery
17. Clavinet GT Chase
18. Italian Bellinis